# Defense Meteorological Satellite Program

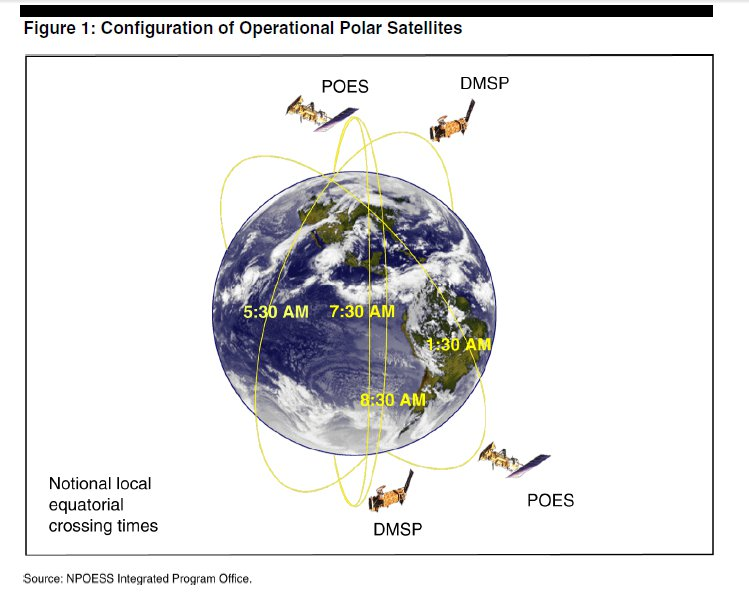
Órbitas do DMSP e do POES.

O Defense Meteorological Satellite Program (DMSP) monitora as características físicas meteorológicas, oceanográficas, e solares para o Departamento de Defesa dos Estados Unidos. O programa é gerenciado pelo "Air Force Space Command" com operações em órbita fornecidas pela National Oceanic and Atmospheric Administration (NOAA).
A missão original secreta desses satélites foi tornada pública em Março de 1973. Eles fornecem imagens a partir de suas órbitas polares heliossíncronas a uma altitude de 830 km.

## Galeria

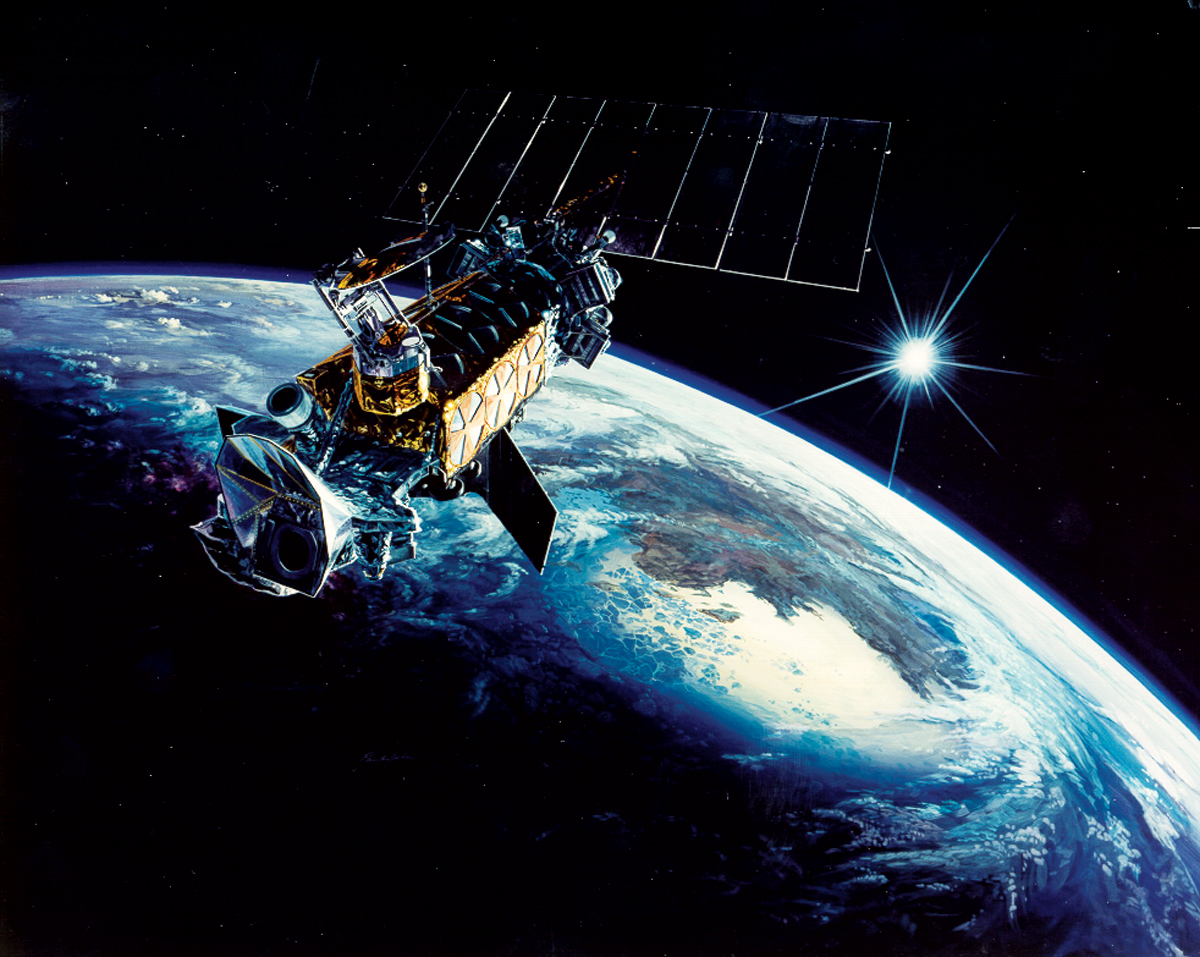
DMSP - Bloco 5D2
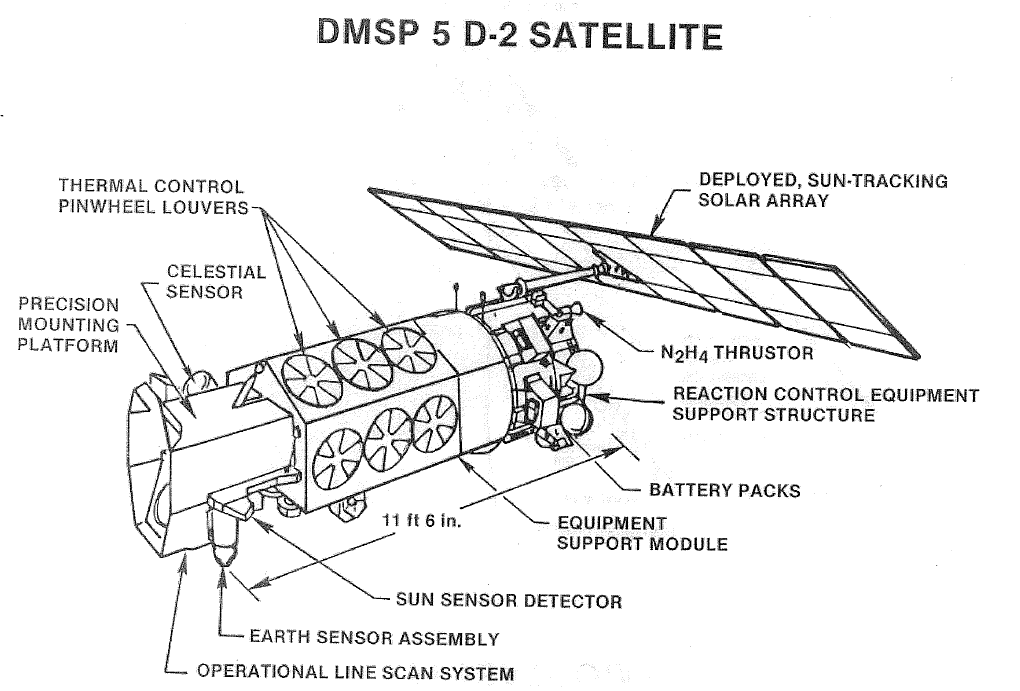
DMSP - Bloco 5D2
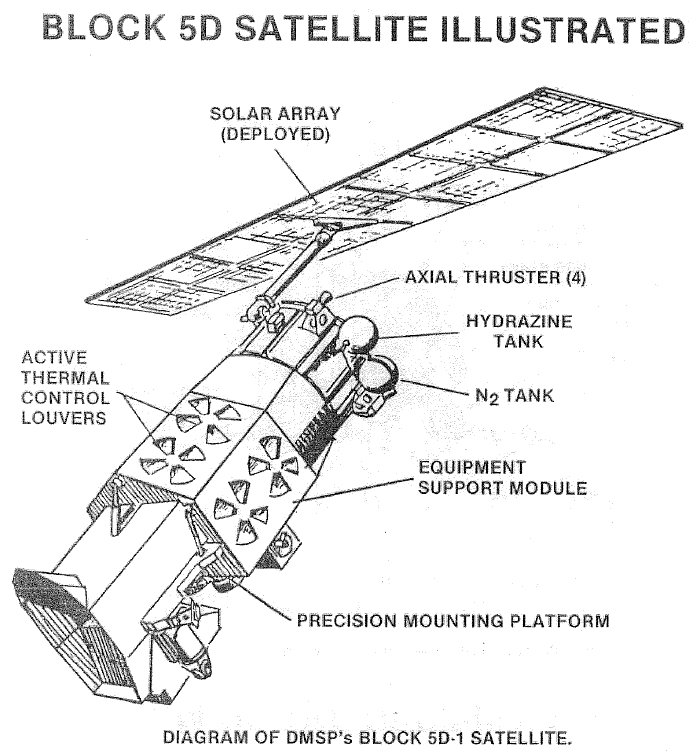
DMSP - Bloco 5D1
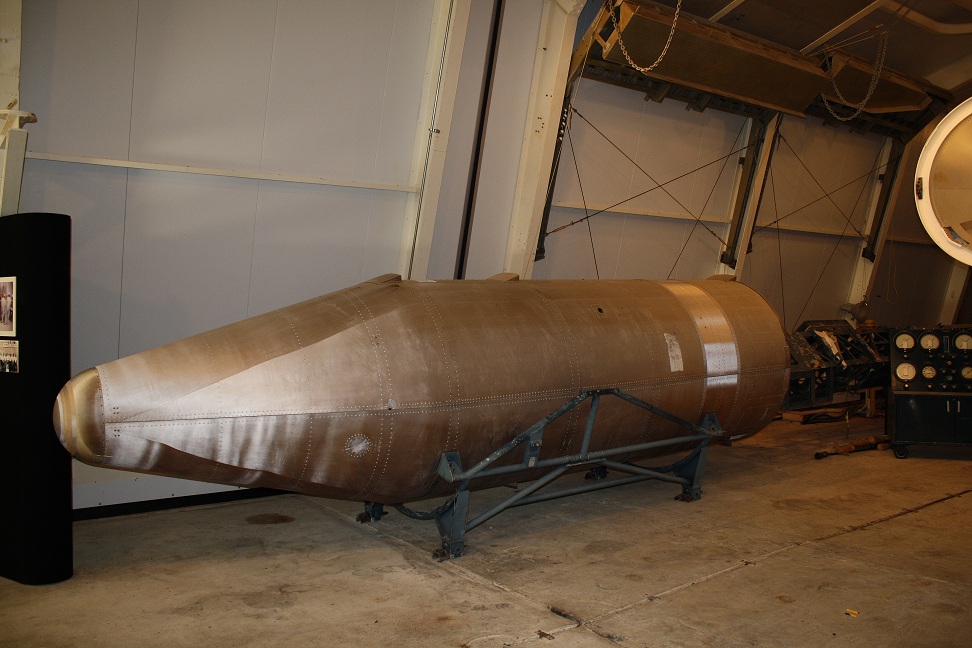
Coifa de um satélite DMSP